# 风暴突击队

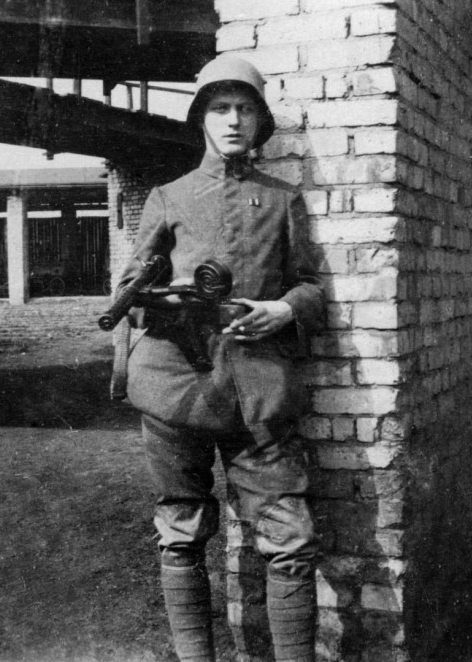
装备MP18冲锋枪的突击队士兵，1918年春

风暴突击队（德語：Sturmtruppen或Strosstruppen）特指发源于第一次世界大战的一种部队类型，是德国陆军在一战中后期发现堑壕战中战况愈发僵持不下、而常规步兵战术逐渐收效甚微的情况后，为打破僵局而组建的特殊部队。其主要特征在于火力和兵力的同时运用，在集中而迅猛的火力对敌军阵地进行猛烈炮击后、敌军尚未反应过来时，突击步兵迅速跟进，撕开敌军防线并向两翼扩展，进而达成战术目的。这类部队在一战中后期取得了意想不到的战果，其战术思想被之后的纳粹德军充分运用。
风暴突击队主要是以营和连作为基本建制单位，德军在整个一战中组建了17支风暴突击营（Sturmbataillon）及2个独立的风暴突击连（Sturmkompanie）。这类特殊的步兵分队主要被用于教学和培训其他陆军单位，以及执行高难度有挑战性的作战任务，在执行这类任务时，他们通常不以统一的建制行动。

## 词源
值得注意的是，风暴突击队德语原文Sturmtrupp中的“Sturm”一词，除“风暴、狂风”的意思外，自有作为军事专业术语用的“出其不意地猛攻、冲击”之意。没有证据证明该部队最开始建立时要求部队在执行上有“风暴、狂风一般的‘风驰电掣’精神”，而更多的只是作为一种功能性的“猛烈而集中地冲击敌军防线”部队来使用。而其英文"Stormtrooper"中的"Storm"是一种借译。因此，后世不论是中文世界抑或是英文世界中，翻译成“风暴”突击队的做法，更多的是一种修辞。《星際大战》中的帝国冲锋队（英语：Stormtrooper）就是以风暴突击队为原型设计的。

## 风暴突击队的历史

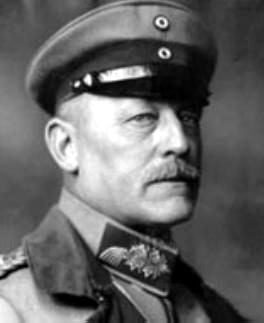
冯·胡蒂尔将军

在一战之前就已有专门应对特殊作战的部队的踪影，例如法军在线列步兵与猎兵部队中用于执行特殊任务的特别分队（piguet）。
突击队战术则主要是由一战东线德军的奥斯卡·冯·胡蒂尔（Oskar von Hutier）将军与西线的威利·罗尔（Willy Rohr）少校分别制订实施、发展与运用的，主要目的是打破常规战术在遇到愈加强化的堑壕防御体系下效果不佳的僵局。格奥尔格·布吕赫穆勒（Georg Bruchmüller）少将则率先开创出了在步兵进攻前运用集成强化的炮兵先进行火力打击的战术，这种做法一来可以压制敌军表面阵地的步兵，二来也可通过各类特殊弹药（例如毒气弹）破坏敌军火炮阵地的有效运作。

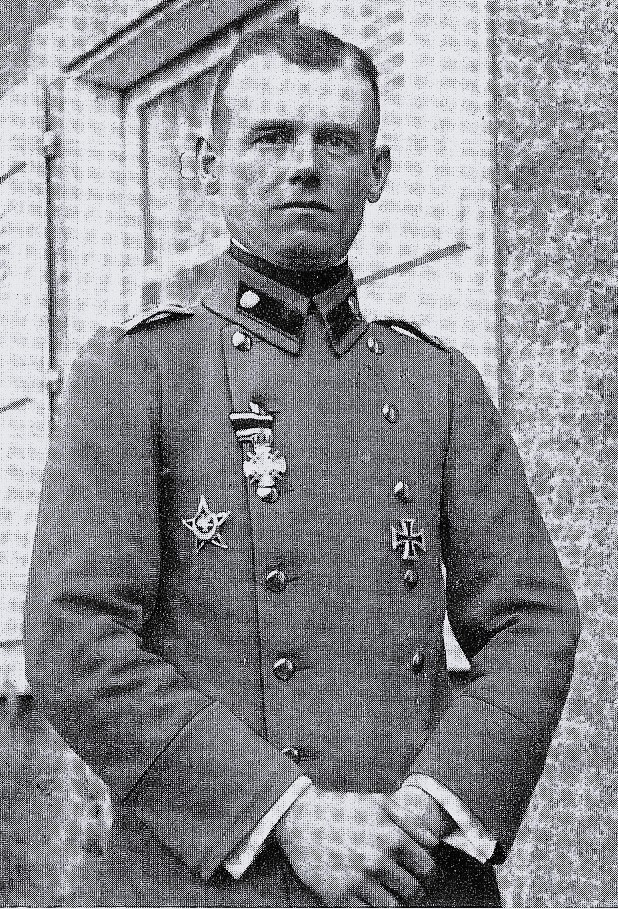
威利·罗尔

胡蒂尔参考了俄国布鲁西洛夫将军在1916年的打法。后者当时出于物资弹药紧缺无法保证全线有效进攻，为打开突破口，他不得不将火炮集中起来，短促地猛攻一小处位置，随后跟以步兵冲锋。这一战术没想到取得了意想不到的战果。奥匈帝国的防线在这种战术面前极其脆弱，常规的三壕沟纵深防线，前两条往往还没有从俄军火炮中缓过神来就已经准备要与冲到阵前的敌军步兵进行白刃战，而第三条壕沟里的预备役更是还没来得及从兵站中出来就已经被俘虏。胡蒂尔认为，这种战术的优势在于快速猛烈的火力打击会使得敌军来不及警告后方梯队，进而孤立无援。
而罗尔则主要通过组织与发展突击营的方式，将这种战术发扬光大。自1917年起，由士兵们自愿报名参加而得以被组建的突击连及之后的突击营，逐渐成为德军内部的精锐兵种，在战线上屡建奇功。德国著名小说家、昆虫学家恩斯特·荣格就是一名战功赫赫的突击队指挥官，他在1920年根据当时的日记和回忆撰写了他的第一部小说《钢铁风暴》（In Stahlgewittern）。

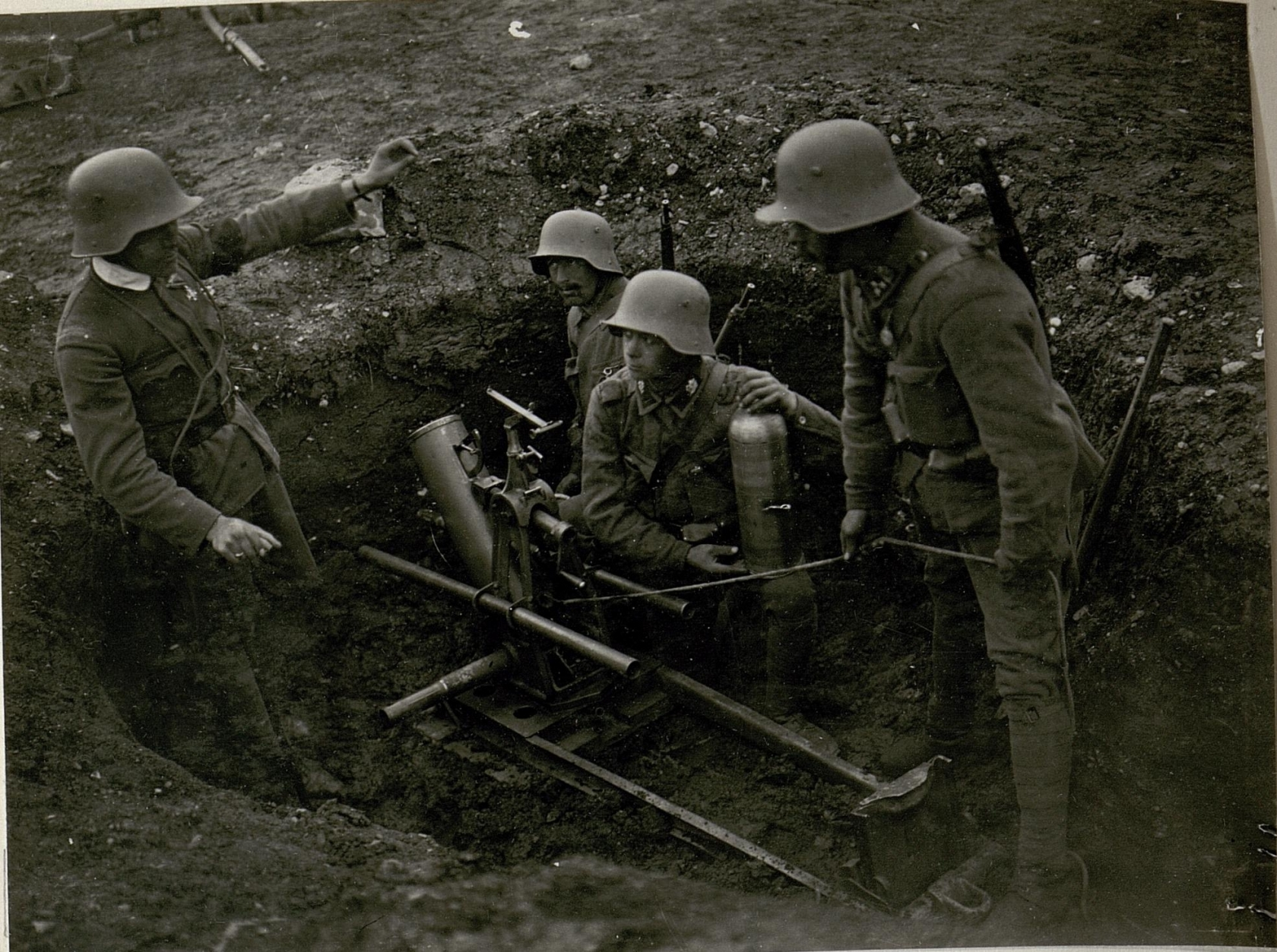
使用Minenwerfer的突击营士兵

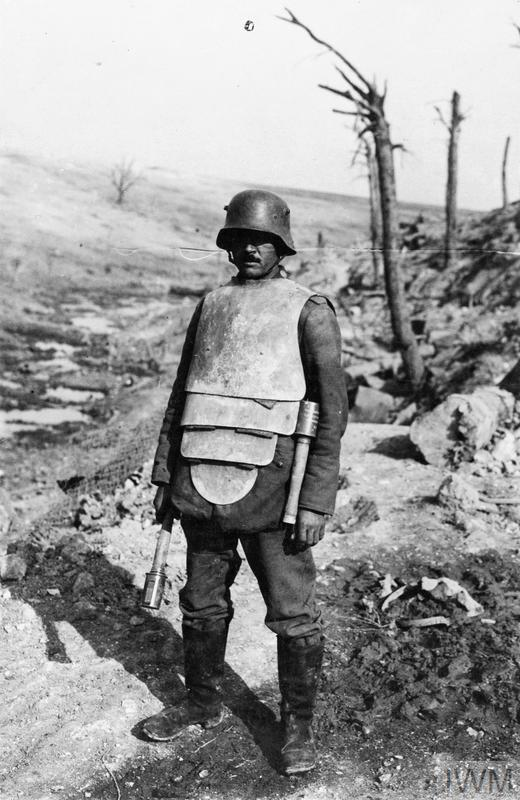
装备半身钢甲的突击队士兵

突击营辖下自有一个先遣工兵连以及一个轻迫击炮连（leichte Minenwerferkompanie），因此能提供最快速最直接的火力支援。而每人配属的铁铲则在近距离肉搏中作用极大，在实战中它被证明比刺刀管用得多。突击营也是第一支接收MP18冲锋枪的部队。德军同期还列装了部分上身防弹钢甲，这些钢甲也是主要配备给突击营的机枪手们，他们将在整个突击过程中坚守在进攻发起点，为前线战友提供火力支援以及侧翼压制。
虽然突击队被广泛运用并卓有成效，但大部分德军将领仍对其持怀疑态度，这种态度一直延续到了一战结束。一战结束后，突击队才开始慢慢被魏玛时期的德意志陆军以及纳粹德国陆军接受和采用。原德意志帝国军官费利克斯·施泰纳将突击队战术运用在了对纳粹党卫军的训练上，以便借此组建一支新型军队。在二战中还衍生出了突击掷弹兵（Sturmgrenadiere）与突击先遣工兵（Sturmpioniere）这两个特殊兵种，主要被用来对步兵作战或巷战。
二战后，突击队这一建制继续被东德人民军和联邦国防军所继承，主要用于巷战、森林野战以及特种作战的奇袭中。

## 风暴突击队的战术
风暴突击队是德国陆军延续至今的突击战术（Stoßtrupp）的具体体现形式。这种战术指导下的部队一般会在内部被分为突击组与掩护组。要成功执行突击队战术，参与士兵必须经过高强度的训练且体能情况极佳。除了执行好分内职责外，每一名士兵还必须随时可以接过指挥重任，以防指挥官意外阵亡。在日常战斗中，突击队一般会得到各类火炮、突击炮、先遣工兵以及装甲单位的火力支援。

### 要旨

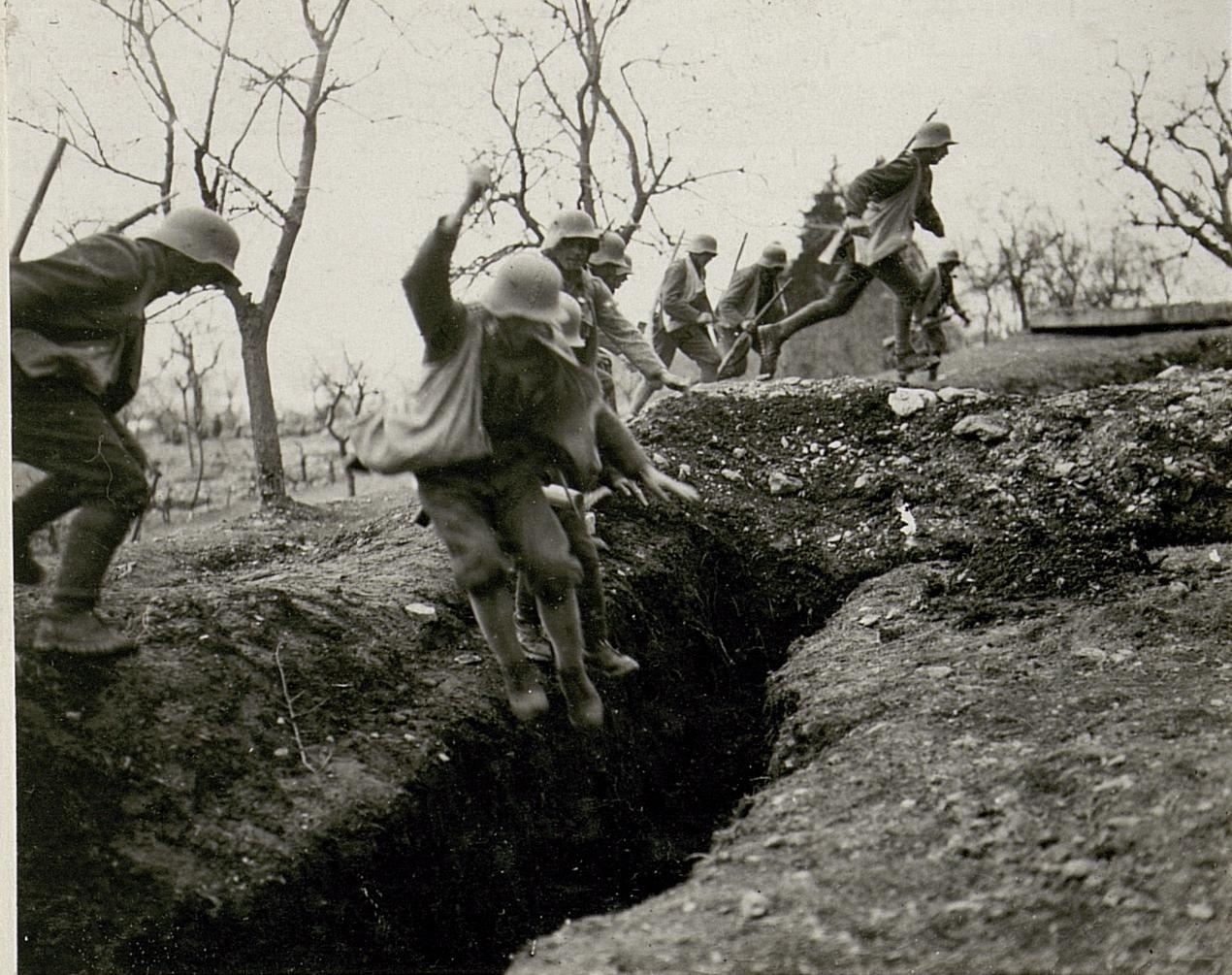
突击队在Levico进行突击演习

突击队战术通过对两个分属成分——突击成分与掩护成分的综合指挥与有效运用来实现它的作战目的，其战术要旨就是对“火力与运动兼顾”这一原则的最优化运用，因此炮射火力的直接支持在突击队战斗中不可或缺。突击队战术的基本单位为排，一个连内可以组成多个突击队，后方增援梯队则应随时准备跟进前方突击部队，将撕开的豁口扩大。

### 运作
与普通步兵连以冲锋与堑壕据守交替进行的战术不同，突击队的战术主要以如下步骤构成：在战斗前，首先要对敌哨位进行侦查摸清；其次在战斗开始前，会用火炮对这哨位进行一轮短平快的火力覆盖；然后才派出以班或小组为组织的单位进行突击。在这一过程中，突击部队将竭力避免与敌较大规模的火力巢进行接触。撕开缺口后，对敌两翼单位的清剿将交由后续跟进部队进行，突击部队继续深入敌阵地腹部，破坏敌阵地部署，袭扰其预备部队，并阻滞敌援兵的反击。
连指挥官可以下令单个或多个突击组在火炮的密集火力覆盖或只是火力监视下，对突破点进行靠近和突击。一旦撕开突破口后，他才会投入更多兵力与火力，以期深入敌防线并试着拔掉敌指挥所，从而影响敌防御并阻滞反击，然后部队将向两翼进攻敌军侧翼，迫使其防线内卷或后撤，至此突击队完成战斗任务。整个过程中突击行动将保证作战空间尽可能细长狭窄，以保证火力的最大化效果。
这类战斗的主要风险来自敌军及时反应过来后组织的反击，以及地雷或诡雷等物的阻碍。

### 构成与火力配属
一战之后，一个突击排一般建制如下：
- 指挥单位，其与突击成分一同运动，主要由以下人员构成：
  - 排长，兼突击队指挥
  - 传令兵
  - 通信员，负责与连通讯
- 突击成分，由1-2个突击组构成，每个突击组包括：
  - 一个3人突击组，装备手雷与突击步枪
  - 一个3人突击组，配备榴弹抛射武器（一战时为迫击炮），主要任务在于压制主突击组突击方向上的敌军
  - 一个2人爆破组，有时可能两个突击队只有一个爆破组
- 掩护成分，由副排长指挥，配备重武器：
  - 一个2人狙击组，配有光学瞄具狙击枪，一般分开活动
  - 两个2人机枪组，用于压制突击方向以及两翼敌军
- 一到两个补给组，用于支持补充弹药物资
- 一个医疗组（调自医疗排）
- 反坦克组，一般仅在特殊情况下会配置

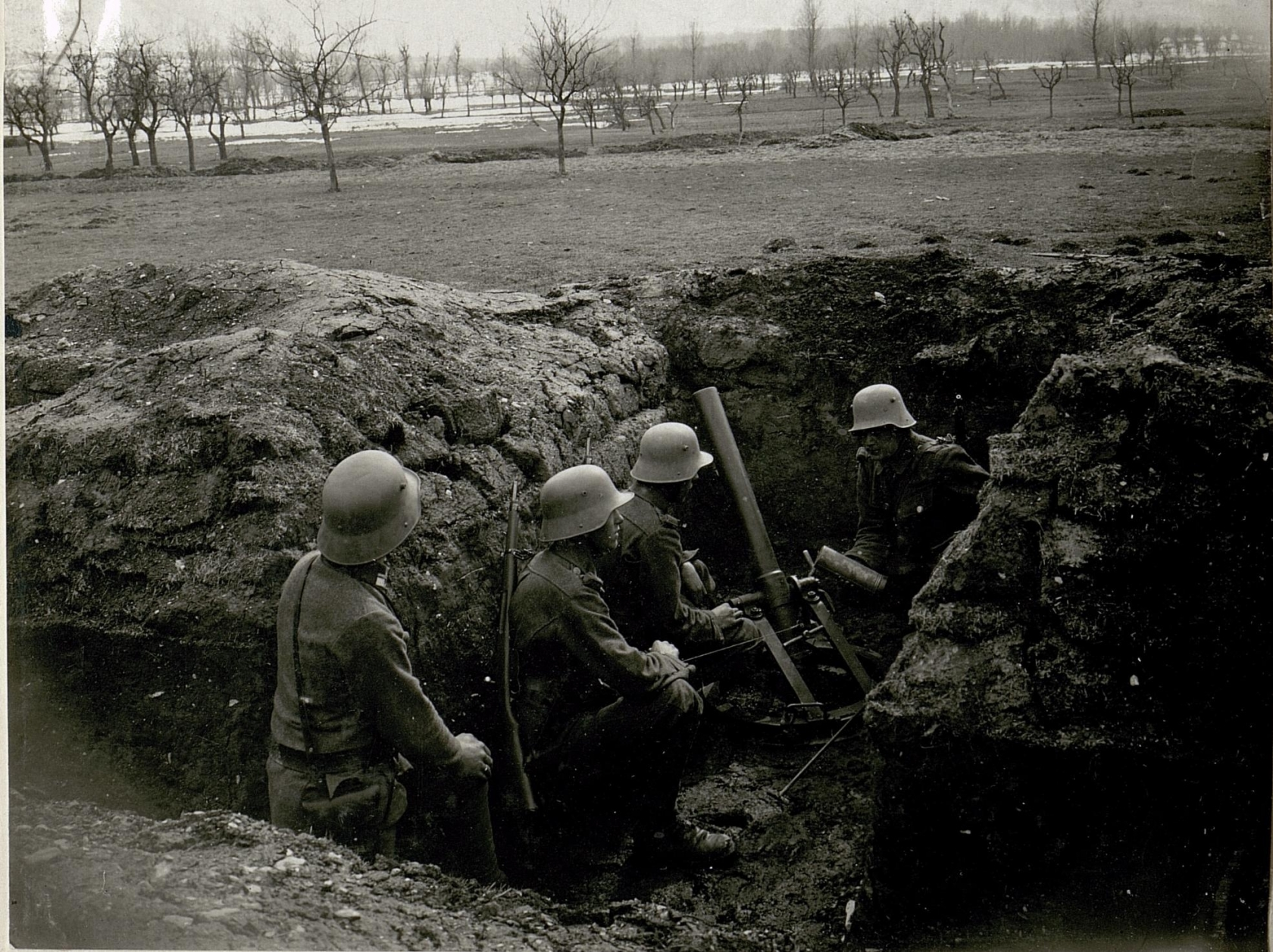
装备迫击炮的突击营士兵

一战时期突击队的火力配备相比普通步兵部队有压倒性的优势：下放到排一级的机枪配置，每连均配属有火焰喷射器和迫击炮，到营一级则有充分的步兵炮支援。 他们时常能获得成功的秘密不在于无影无踪的渗透，而在于对压倒性火力的集中运用，在优良的战术指挥下，这一组合成就了他们的每一次胜利。这样的战术使得他们即便在侧翼没有任何友军协助的情况下，也有能力突破任何强大的防御工事，迅速渗透进敌阵地。另一方面，这样的突击也意味着其必须带有猛烈的火力展开，而不是单纯的匿踪潜行。
这样的战术在二战中则被发扬光大。“闪电战”实际就是这一战术在经过新型武备（比如坦克与斯图卡俯冲战斗机）的强化下，在更大的规模情况下投入使用的结果。一战中这类战术经验的获得直接为闪电战的成功埋下了伏笔。
时至今日，这一战术的遗辉仍能在德国联邦国防军中被找到。部署到营一级的步兵重火力武器不仅是所有联邦陆军步兵营的标配（例如第五重猎兵营），在其他联邦军队单位中也颇为常见。

## 第一支风暴突击队：第五突击营

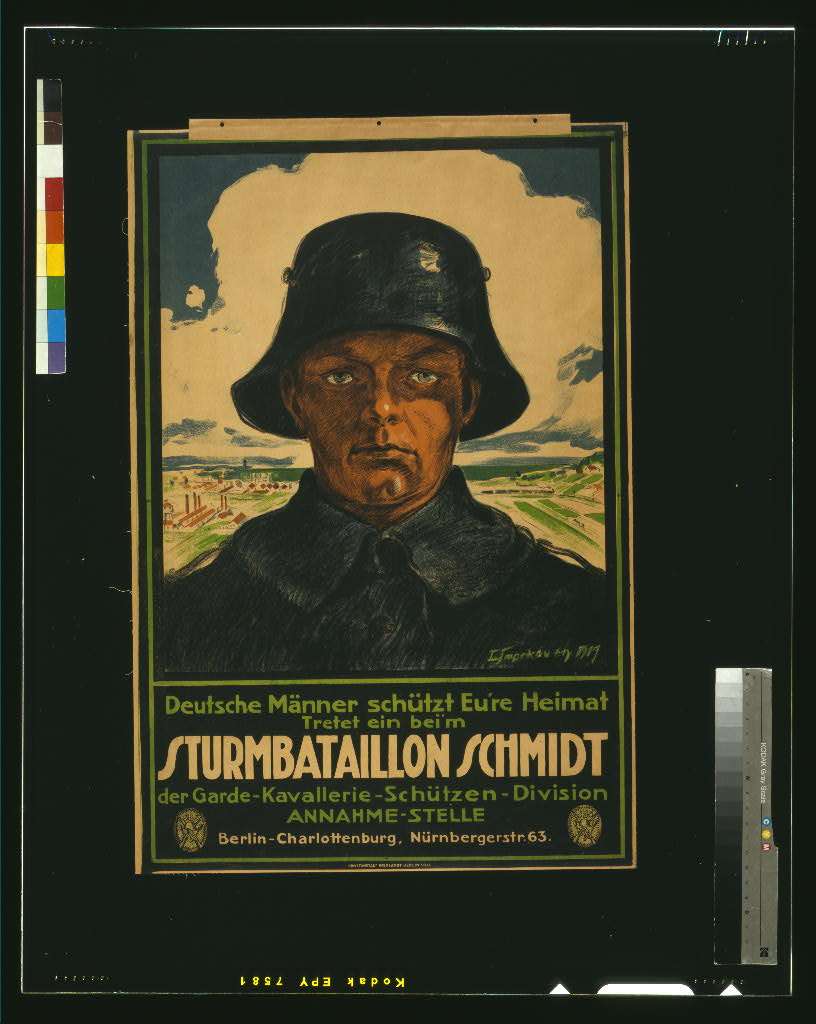
近卫骑步师突击营的宣传海报

### 阵地战的战术难题
1915年时，西线德军的指挥层认识到，当下的步兵战术不足以将部队从阵地战状态及时转换到机动战斗状态。同时，包括机枪、火焰喷射器，迫击炮及步兵炮在内的新式武器更青睐让防御者主导战场，而非进攻者。高得不成比例的伤亡到头来可能只换得区区几百米的阵线推进。

### 德军步兵战术的演进与突击营之形成
当英法相继在1915年将坦克投入战场之时，另一边的德军决定进一步开发与发展步兵战术，而步兵战术的修改与适应直接导致了德军新式指挥和作战原则的出现。 第五突击营（Rohr）是之后出现的第一支成建制的突击队，其也用作培训和教学使用，是其他所有突击部队的祖师爷。

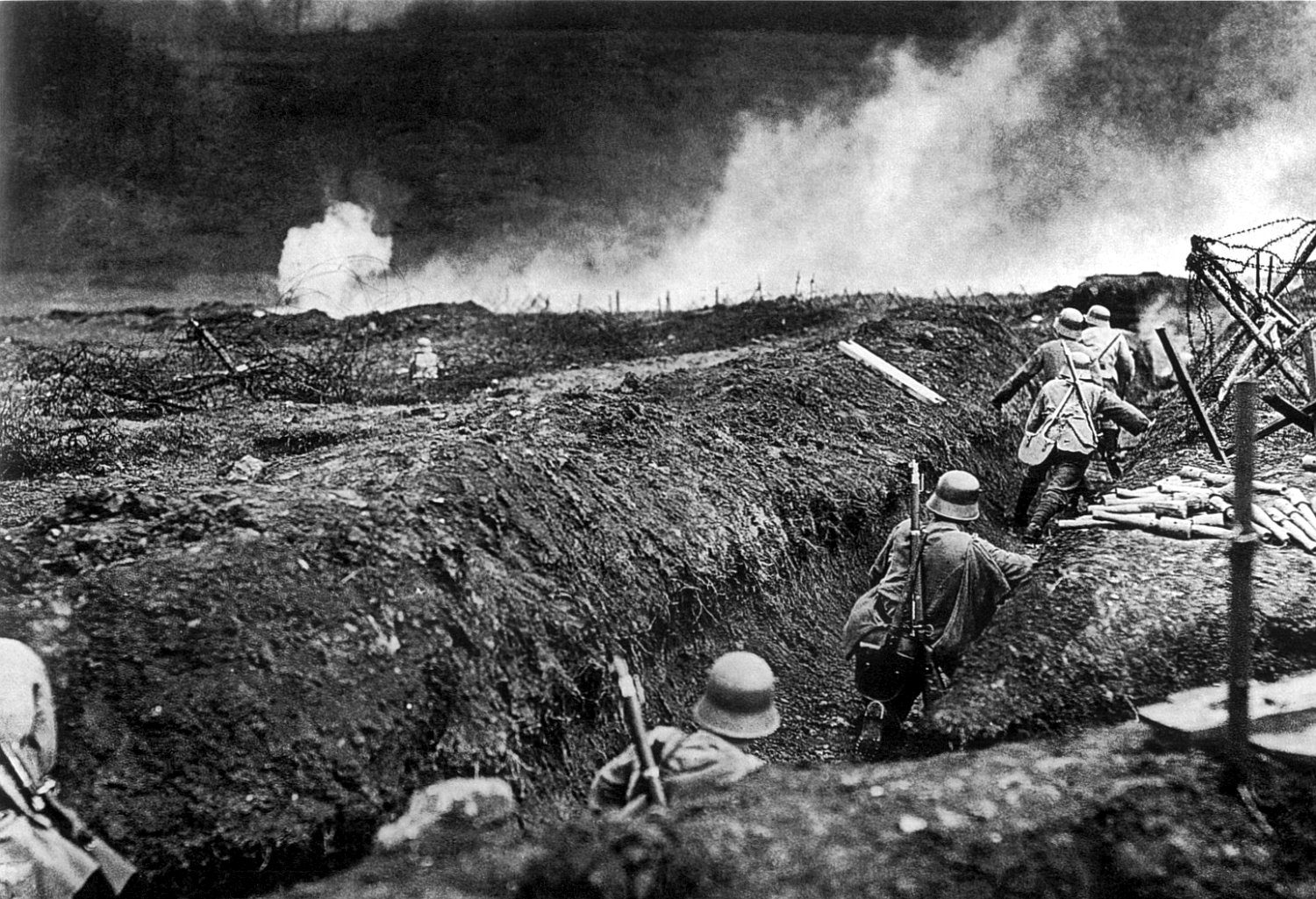
1917年5月，色当附近一处训练场中的突击战术演习

与常规步兵营不同，突击营自打一开始就是作为——拥有各类不同武器配置及各种不同作战能力的——混成单位来组建的(随着战事不断发展，迫击炮、掷雷器、步兵炮、MG 08/15轻机枪及火焰喷射器其都可使用)。
1915年3月，德军在孚日附近的战场中率先将Calsow突击部队（命名自其指挥官Calsow少校）投入战斗，该单位由两个先遣连及一个37mm炮大队（Abteilung）组成。但直至威利·罗尔接过指挥权后，这支部队才开始发挥出巨大优势。 在他的指挥下，该部队扩充为营编制，并进一步发展及完善了突击战术。 此外，该单位还检验和测试了各式新武器和装备，包括火焰喷射器， 防弹背心和钢盔，这些装备随后才开始装备全军。
有了第五突击营（原下西里西亚第五先遣营）的榜样，德军几乎全军都组建了隶属各军的突击营或突击连，主要用作战斗教学和培训，而仅以有限的程度投入实际作战，目的主要是为了尽可能降低损失，避免他们的战斗能力因为长时间用于扛线而下降，并保证他们对其他部队的教学能力以较高水平保持。
一战后期时，突击营已建制化地被规定在步兵单位中，1916年12月之后，一支突击营建制为：
- 2-3个突击连，
- 1个掷雷连，
- 1个机枪连
- 1个步兵炮小队/排
- 1个火焰喷射器小队/排

### 突击营士兵

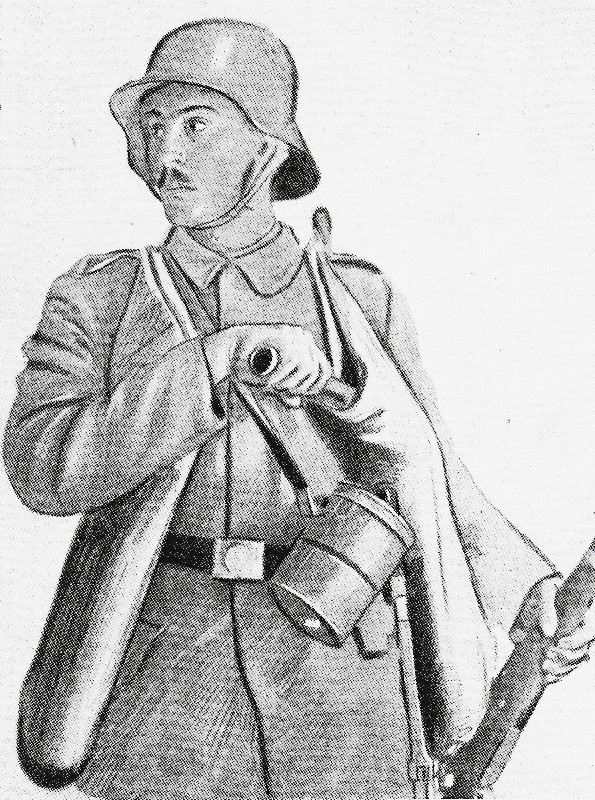
Ludwig Dettmann笔下的一名突击先遣兵画像

突击营的士兵均由自愿报名而来，最年长不超过25岁。与其他部队相比，他们接受的培训更特殊，装备更现代化，饮食质量和薪资也更优。 此外，他们在任务期间的空闲时更多地在后方修养，而非像其他前线士兵一样在前线战壕里据守。 但是相应的，他们（多以摩托化运输）的作战任务也是更加危险，损失更大。
在进攻时，突击营多派出小股平常都彼此熟识、内部关系密切的小分队来对敌阵线进行突击。每名士兵各携带一支K98a卡宾枪，士官和军官则携带自动手枪；武器的弹药一般不装在弹药包中，而是直接放在裤子口袋里或者手榴弹袋里；近战时他们的武器主要是匕首、工兵铲 ，或者自制的战壕狼牙棒。突击兵广泛装备钢盔和特殊的作战裤，后者在膝盖和臀部有用皮革补强；除此外他们还装备有钢丝钳和帆布袋，借此突破铁丝网对他们的阻挡。 在战争后期临近结束之时，他们也装备上了世界上第一种冲锋枪：MP18冲锋枪。
突击士兵广泛接受了各型武器训练：包括轻型掷雷器、16型掷弹器，火焰喷射器、手榴弹、重型和轻机枪(MG08和08/15)，甚至还包括敌军的机枪和手榴弹训练。 一名机枪射手倒下后，他的任何一位战友都有能力直接接手他的武器，俘虏来的敌方武器，他们也能直接使用。
整个突击部队在1917年时被授予“掷弹兵”（Grenadiere）称谓， 这个头衔来源于17世纪时被选出的特别优秀士兵的称号。 第三和第五突击营仍保留着旧时“猎兵”（Jäger）与“先遣兵”（Pionier）称谓，因为他们主要执行的还是以这两类特殊任务为主。 此外，机枪连中仍留有“射手”（Schütze）称谓，榴弹炮单位则保留“炮手”（Kanonier）称谓。
第五突击营中的火焰喷射单位穿着预备近卫先遣团制服，这套制服的特殊之处在于挂载着骷髅徽章。1916年6月，为再次对其特殊任务进行标识，他们的钉盔上也增添了骷髅标志(以布伦瑞克第九十二步兵团的标志为原型)

### 实际投入运用中的突击营

#### 1916年：凡尔登
在凡尔登战役开始时第五突击营就已经被投入使用，以支援普通步兵作战。当时该营分配出各个不超过连规模的单位实际参加了凡尔登战役中各种各样的战斗。1916年8月，黑森的预备役第二十一师在进攻Souville-Nase时，突击营的火焰喷射单位对其进行了直接支援。除此外，突击营更多地被用于在后方对各部队进行教导和培训。

#### 1917年：里加，伊松佐河，康布雷
在对大量德军部队进行了新的领导和作战原则的大规模培训之后，突击营在1917年获得了第一个成就。首先是在东线参加占领了波罗的海群岛（阿尔比恩行动），并于1917年9月协助第8集团军在里加战役中取得胜利。 自1917年11月始，在西部战线也出现了大规模的突击群攻击。借此德军得以成功夺回了康布雷之战中英军借坦克夺取的阵地。

#### 1918年：德国的春季进攻
在西线发动的首次春季攻势（或称“皇帝会战”、“米夏耶尔作战”）将战场局势扭转到了同盟國这边。 此次战斗中所有的步兵单位都在1917/18的冬季接收到了来自突击营的新战法的培训。 多个风暴突击营被部署在难啃的进攻点上。 总攻在刚开始时的确全线突破英国人的防御，但最终未能达到整体击溃协约国军队的战略突破。
战后，仅有最初的第五突击营得以被保留，用于卫戍卡塞尔的德军最高陆军指挥部。

### 风暴突击营的扩编
1916年夏天，由于第五营（Rohr）的成功，最高陆军司令部（OHL）决定再增设4个营，即勃兰登堡第三猎兵营、库尔黑森第十一猎兵营以及两个西里西亚预备猎兵营。从7月到8月，他们的指挥官在法国伯韦耶接受了培训。训练尚未结束，后三营就被转移到了东部战线。结果，只有勃兰登堡第三猎兵营最终成为常规突击营并在之后转变为一个教导营。
到1917年，OHL想再建立14个突击营。其中首营（也许是因为他们前辈的战果）被称呼为第“5”营而不是第“1”营。第14、15、16营分别被分配给陆军A，B，C师。所有指挥官和大多数军官都在伯韦耶接受了培训。 
| 单位                  | 备注（归属、配置及起源）                                                               |
| --------------------- | -------------------------------------------------------------------------------------- |
| 第1突击营             | 第1集团军；成立于1916年                                                                |
| 第2突击营             | 第3集团军 (德意志帝國)；成立于1916年                                                   |
| 第3突击营（猎兵）     | 第7集团军；1916年夏天改名为勃兰登堡第三猎兵营                                          |
| 第4突击营             | 第4集团军 (德意志帝國)；成立于1916年                                                   |
| 第5集团军（先遣工兵） | 第5集团军 (德意志帝國)； 1916年自“Calsow突击分部”改编；于1917年2月在名称中添加了“Rohr” |
| 第6突击营             | 第6集团军 (德意志帝國)；1916年12月4日成立；隶属巴伐利亚军                              |
| 第7突击营             | 第7集团军 (德意志帝國)；成立于1916年                                                   |
| 第8突击营             | 第17集团军 (德意志帝國)；成立于1916年                                                  |
| 第9突击营             | 成立于1916年，于1918年5月解散                                                          |
| 第10突击营            | 东线成立于1916年                                                                       |
| 第11突击营            | 第19集团军 (德意志帝國)；成立于1916年                                                  |
| 第12突击营            | 第7集团军 (德意志帝國)；成立于1916年，于1918年10月解散                                 |
| 第13突击营            | 东线在1916年3月并入第12突击营                                                          |
| 第14突击营            | C集团军 (德意志帝國)；成立于1917年                                                     |
| 第15突击营            | A集团军 (德意志帝國)；1916年12月23日成立；隶属巴伐利亚军                               |
| 第16突击营            | B集团军 (德意志帝國)；成立于1916年                                                     |
| 第17突击营            | 第4集团军 (德意志帝國)；成立于1917年，于1918年8月解散                                  |
| 第18突击营            | 第18集团军 (德意志帝國)；曾是突击连                                                    |

### 德国盟友中的风暴突击营

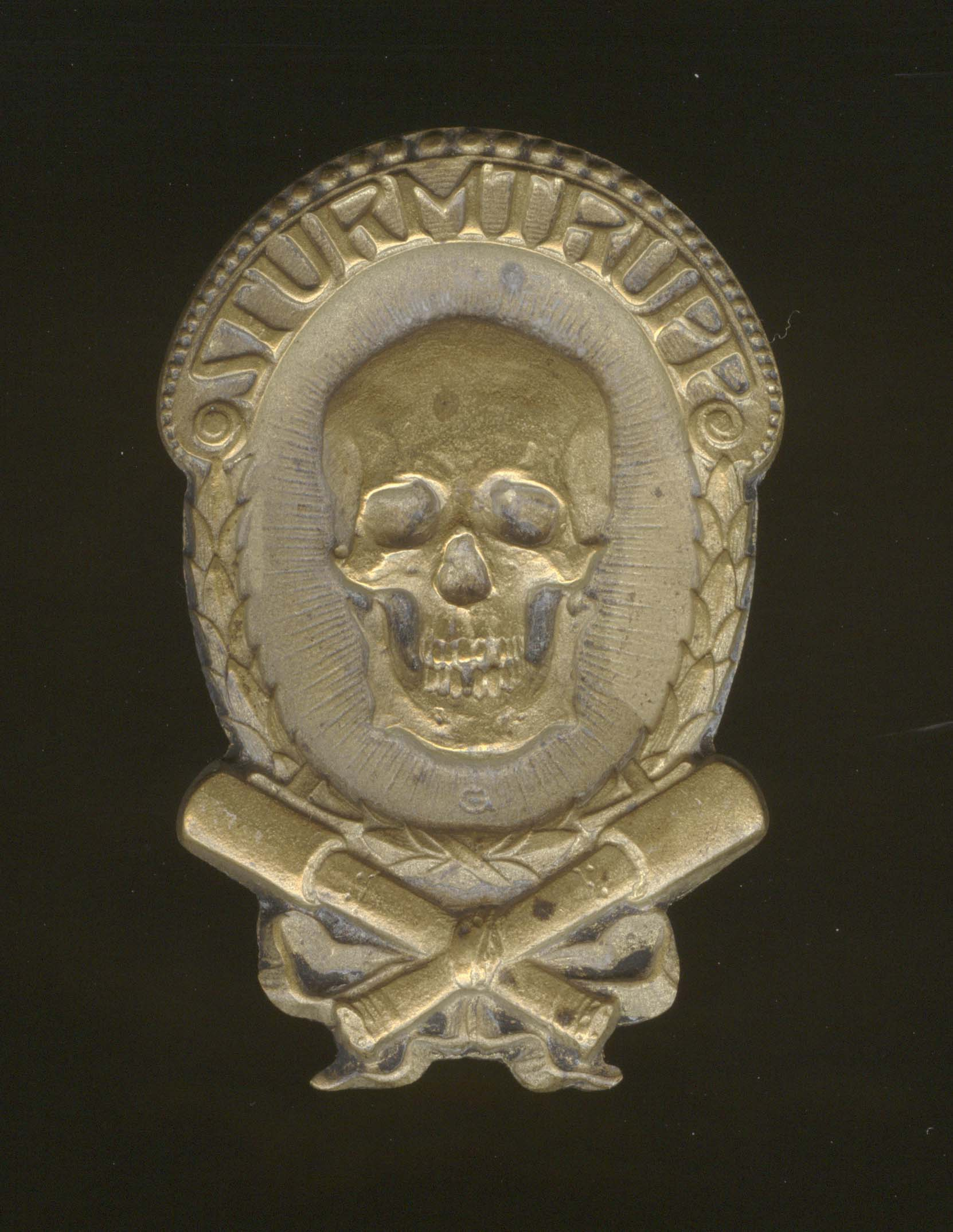
奥匈帝国突击部队的徽章

德国盟友很快就认识到突击营的重要性。 1916/17年末，奥匈帝国派出四十名军官和一百名士官参加了第五突击营所教授的三门课程。这些人随后组成了奥匈首支突击连，其人员随后被分配予奥匈帝国第2、8、10、11、12突击营以及第13突击连。与德意志帝国相反，奥地利军队大规模扩大了冲锋营的数量，因此各师和旅最终都拥有了自己的突击营或突击半营。这些人较少被用作教导部队，而是被用作特种作战部队，其部署仅限于战争期间。在第一次世界大战的最后阶段，这些部队是奧匈帝國陸軍仅存的仍有战斗力的部队。
保加利亚陆军也积极建构突击部队。为此，德军最高陆军指挥部于1916年9月向保加利亚派出了由两名军官，四名士官和二十五名士兵组成的教导司令部。在完成建立专门的训练区之后，该司令部组建了第一个保加利亚突击营，该营下辖两个突击连，一个掷雷连，以及一个火焰喷射连。此外，该司令部在十四天的训练教学中还训练了保加利亚与土耳其军官以及保加利亚第一和第二军的士兵。

## 其他国家的突击部队
- 阿迪蒂突击队

### 注解
1. ↑  Minenwerfer虽然直译是“雷-发射器”，但在德语语境下与迫击炮（Mörser）同义，其与地雷抛射器（Minenwurfsystem）不是同物。见https://de.wikipedia.org/wiki/Minenwerfer

### 引用
1. ↑  . Duden.   [2021-05-04]. （原始内容存档于2021-01-28） （德语）. （页面存档备份，存于）
2. ↑  Jürgen Kraus: Die feldgraue Uniformierung des deutschen Heeres 1907–1918. 2. Auflage. Wien 2009, S. 558.
3. ↑  Jürgen Kraus: Die feldgraue Uniformierung des deutschen Heeres 1907–1918. 2. Auflage. Wien 2009, S. 558 f.
4. ↑  Joachim Hilsenbeck: Deutsche Offiziershelme 1870–1918. Reutlingen 2004, S. 122, 190.
5. ↑  Eberhard Graf von Schwerin: „Königlich preußisches Sturm-Bataillon Nr. 5 (Rohr).“; (Aus Deutschlands großer Zeit. Band 116.) nach der Erinnerung aufgezeichnet unter Zuhilfenahme des Tagebuches von Oberstleutnant a. D. Willi Rohr, Graf von Schwerin. Sporn. Zeulenroda 1939.

### 文献
- Michael H. Clemmesen (dänischer Brigadegeneral): German Army Tactical Adaptation during World War I. 2004.
- Hermann Cron: Die Geschichte des Deutschen Heeres im Weltkriege 1914–1918. Nachdruck der Ausgabe Berlin 1937. Osnabrück 1990.
- Ian Drury: German Stormtrooper 1914–18. Osprey, 1995.
- Bruce I. Gudmundsson: Stormtroop Tactics. Innovation in the German Army. 1914–1918. Westport 1995.
- Steven D. Jackson: Shoulder to Shoulder: Close Control and 'Old Prussian Drill' in German Offensive Infantry Tactics, 1871–1914. In: The Journal of Military History. Band 68, Nr. 1, Januar 2004, S. 73–104.
- Werner Lacoste: Deutsche Sturmbataillone 1915–1918. Helios-Verlag, 2. Auflage, Aachen 2010, ISBN 978-3-86933-013-6
- Timothy T. Lupfer: Die Dynamik der Kriegslehre. Der Wandel der taktischen Grundsätze des deutschen Heeres im Ersten Weltkrieg. Militärgeschichtliches Beiheft, Bonn 1988.
- Ralf Raths: Vom Massensturm zur Stoßtrupptaktik. Die deutsche Landkriegtaktik im Spiegel von Dienstvorschriften und Publizistik 1906 bis 1918. Freiburg 2009.
- Infanterie greift an. Voggenreiter, Potsdam 1937.
- Martin Samuels: Command or Control. Command, Training and Tactics in the German and British Armies. 1888–1918. London 1995.
- Martin Samuels: Doctrine and Dogma. German and British Infantry Tactics in the First World War. London 1992.
- Graeme Chamley Wynne: If Germany Attacks. 1971.
- D. S. V. Fosten und R. J. Marrion: The German Army 1914–18. 1986.
- Ralf Raths: Vom Massensturm zur Stoßtrupptaktik. Die deutsche Landkriegstaktik im Spiegel von Dienstvorschriften und Publizistik 1906 bis 1918 (= Einzelschriften zur Militärgeschichte. Bd. 44). Rombach, Freiburg (Breisgau) u. a. 2009, ISBN 978-3-7930-9559-0 .
- Hans von Dach: Gefechtstechnik. Band 2: Kampf unter besonderen Umständen. 6. Auflage. Schweizerischer Unteroffiziersverband, Biel 1995, ISBN 3-924753-15-6  .